# Noel Gallagher's High Flying Birds
Noel Gallagher's High Flying Birds är ett engelskt rockband som bildades 2010 av Noel Gallagher, före detta sångare, gitarrist och låtskrivare i rockbandet Oasis. De har släppt fyra album, Noel Gallagher's High Flying Birds 2011, Chasing Yesterday 2015, Who Built the Moon? 2017 och Council Skies 2023. 

Enligt Noel inspirerades han till gruppens namn av albumet Peter Green's Fleetwood Mac och låten "High Flying Bird" av den amerikanska musikgruppen Jefferson Airplane.

## Diskografi (urval)

### Studioalbum
- 2011 – Noel Gallagher's High Flying Birds
- 2015 – Chasing Yesterday
- 2017 – Who Built the Moon?
- 2023 – Council Skies

### EP
- 2012 – Songs from the Great White North...
- 2012 – iTunes Festival: London 2012
- 2015 – Where the City Meets the Sky – Chasing Yesterday: The Remixes
- 2019 – Black Star Dancing
- 2019 – This Is The Place

## Medlemmar

### Nuvarande medlemmar
- Noel Gallagher – sång, sologitarr, rytmgitarr (2010– )[2]
- Mike Rowe – keyboard (2010– )[2]
- Russell Pritchard – basgitarr, bakgrundssång (2011– )[2]
- Chris Sharrock – trummor (2016– )[3]
- Gem Archer – rytmgitarr, sologitarr (2017– )[4]
- Jessica Greenfield – backing vocals and additional keyboards (2017–)
- Charlotte Marionneau – tin whistle, handsax, talad franska, tamburin, bakgrundssång (2017–)[5]
- YSEÉ (Mana Haraguchi)[6] – bakgrundssång (2017–)

### Tidigare medlemmar
- Jeremy Stacey – trummor (2010–2016)
- Tim Smith – rytmgitarr, sologitarr, bakgrundssång (2011–2017)[2]
- David McDonnell – rytmgitarr, sologitarr (2011)

### Bidragande musiker
- Jeff Wootton – sologitarr (2015)